# Соняшничок садовий
{{#ifeq:0|0|{{#if:Heliopsis helianthoides|{{#if:|[[]}}|[[]]}}}}
Соняшничок садовий (Heliopsis helianthoides) — вид рослин із родини айстрових (Asteraceae).

## Біоморфологічна характеристика
Багаторічник, (40)80–150 см заввишки. Від повзучих кореневищ ростуть надземні стебла в числі 1–10+, від солом'яного до червонувато-коричневого забарвлення, голі чи волохаті. Листові пластинки від яйцеподібних до трикутно-ланцетних, 6–12(15) × 2–6(12) см, краї від рівномірно до нерівномірно і грубо зубчастих, верхівки від гострих до загострених, поверхні голі, рідко запушені, від помірно до густо шорсткі. Голови 1–15+. Обгортка 12–25 мм у діаметрі. Променевих квіток 10–18; віночки золотисто-жовті, пластинки переважно 2–4 см × 6–13 мм. Дискових квіток 10–75+; віночки від жовтуватих до коричнювато-жовтих (часточки яскравіші за трубочки), 4–5 мм, голі. Ципсели [вид сім'янок] 4–5 мм, голі чи запушені на кутах, гладкі; папуси відсутні чи крихітні. 2n = 28.

## Середовище проживання
Батьківщиною є Канада й США; адвентивний і натуралізований у Європі, у т. ч. натуралізований в Україні.
В Україні вид росте у садах та парках, на квітниках, іноді дичавіє і може зустрітися як бур'ян.

## Використання
Декоративний вид.